# سارا راي
سارا راي (بالإنجليزية: Sara Rai)‏ هي مؤلفة هندية، ولدت في 15 سبتمبر 1956 في Allahabad Lok Sabha constituency ‏ في الهند.